# Chios
Die griechische Insel Chios (griechisch Χίος (f. sg.)) bildet seit 2011 die Gemeinde Chios (Δήμος Χίου) und gemeinsam mit der Inselgruppe Inousses, mit Psara und Andipsara sowie einigen kleineren unbewohnten Inseln den Regionalbezirk Chios (Περιφερειακή Ενότητα Χίου) in der Region Nördliche Ägäis. Mit einer Fläche von 842,796 km² ist Chios die fünftgrößte Insel Griechenlands und die zehntgrößte im Mittelmeer. Nach der Volkszählung von 2011 hatte die Insel insgesamt 51.390 Einwohner. Verwaltungs- und Wirtschaftszentrum der Insel ist die Stadt Chios mit 26.850 Einwohnern.

## Geographie

### Lage
Die Insel Chios liegt in der Ostägäis und ist der Küste Kleinasiens vorgelagert. Die Entfernung zur Çeşme-Halbinsel (türkisch Çeşme Yarımadası), auch Erythrea-Halbinsel (Χερσόνησο της Ερυθραίας) liegt zwischen 7 km und 13 km. Die Inselgruppe Inousses ist der Nordostküste in etwa zwei Kilometer Entfernung vorgelagert. Psara liegt etwa 20 km westlich der Nordwestküste. Die Insel Lesbos liegt 48 km nördlich und Ikaria 58 km südlich.
Die maximale Ausdehnung beträgt vom Kap Masticho (Ακρωτήριο Μάστιχο) im Süden bis zum Kap Epanochoro (Ακρωτήριο Επανωχώρω) im Norden 51 km. Die Breite variiert zwischen etwa 29 km im Inselnorden und fast 13 km in der Inselmitte.
Der Inselnorden wird von zwei Bergmassiven dominiert. Mehrere Gipfel des Pelinneo (Πελινναίο) liegen über 1000 Meter, der Profitis Ilias (Προφήτης Ηλίας) ist mit 1297 m höchster Berg der Insel. Das kleinere Massiv der Amani (Αμανή) im Nordwesten erreicht 809 m. Südlich des Pelinneo liegt die baumlose Epos-Hochebene (Οροπέδιο Αίπος), an deren Südwestrand der Kochlias (Κοχλίας) auf 929 m ansteigt. In der Inselmitte nehmen die Höhen deutlich ab, nach Süden hin wird das Relief hügelig, und liegt dann selten über 400 m. Die größten Ebenen liegen in der Inselmitte, südlich der Stadt Chios und im Südosten.
Die Küstenlinie von Chios zeichnet sich durch wenige große und offene Buchten aus. Die Nordküste ist steil, die Nordostküste bietet mit der Bucht von Marmoro (Όρμος Μάρμορου) und der Bucht von Kolokythia (Όρμος Κολοκυθίας) bei Langada zwei geschützte Häfen. Der Haupthafen sowie der Großteil der Ankerplätze der Insel liegen entlang der Ostküste und sind durch die kleinasiatische Küste geschützt. Die Bucht von Megas Limionas (Όρμος Μέγα Λιμιώνα) und die Bucht von Kalamoti (Όρμος Καλαμοτής) folgen im Südosten. Westlich des Kaps Kap Masticho (Ακρωτήριο Μάστιχο) auch Kap Oura (Ακρωτήριο Ουρά), der Südspitze der Insel, ist der Küstenverlauf durch zahlreiche kleine Hafenbuchten und Kaps stärker gegliedert.

### Klima
Das subtropische Winterregenklima Griechenlands ist gekennzeichnet von milden, regenreichen Wintern und warmen, trockenen Sommern und lässt sich demnach dem Csa-Klima, in höheren Lagen dem Csb-Klima zuordnen. Auf die Lage von Chios in der östlichen Ägäis trifft dies ebenfalls zu, jedoch wird das Klima zusätzlich von der Nähe zur kleinasiatischen Küste beeinflusst. Die Winter verzeichnen niedrigere Temperaturen und höhere Niederschläge, dennoch ist das Klima insgesamt wärmer.
Eine kühle und regenreiche Jahreszeit von Mitte Oktober bis Ende März und eine trockene und warme von April bis Mitte Oktober. Über das Jahr gesehen treten extreme Wettererscheinungen wie Schnee, Hagel oder Hitzewellen eher selten auf. Durchschnittlich zwei Tage pro Jahr fällt Schnee.
Die jährliche Durchschnittstemperatur auf Chios liegt bei 17,5 °C. An der langsamen Erwärmung von Januar bis März und den sommerlichen Durchschnittstemperaturen von etwa 26,0 °C im Juli und August ist der maritime Charakter der Insel zu erkennen. Die wärmsten Tage im Sommer sind Ende Juli bis Mitte August mit Tageshöchsttemperaturen zwischen 29 °C und 35 °C.
Die Niederschläge verteilen sich ungleichmäßig über das Jahr. In der Zeit von Mitte Oktober bis Ende März fallen fast die gesamten Niederschläge. Trotzdem bleibt der Himmel nicht tagelang bewölkt und von Januar bis Mitte Februar kann ein Wetterphänomen mit sonnenreichen Tagen auftreten. Die Monate Mai bis September werden von Trockenheit bestimmt.
Auf Chios herrschen Winde aus Nord bis Nordost zu etwa 75 % vor. Der Meltemi weht in den Monaten Juli und August konstant aus nördlichen Richtungen und sorgt für Abkühlung. Die Winde im November und Dezember können durchaus Sturmcharakter erreichen.
|                       | Jan  | Feb  | Mär | Apr | Mai  | Jun  | Jul | Aug | Sep  | Okt  | Nov | Dez |   |      |
| Mittl. Tagesmax. (°C) | 12   | 12   | 15  | 19  | 24   | 29   | 31  | 31  | 27   | 22   | 17  | 13  | ⌀ | 21   |
| Mittl. Tagesmin. (°C) | 7    | 7    | 8   | 12  | 15   | 20   | 22  | 22  | 19   | 15   | 11  | 9   | ⌀ | 14   |
|                       |      |      |     |     |      |      |     |     |      |      |     |     |   |      |
| Niederschlag (mm)     | 100  | 78   | 61  | 44  | 24   | 4    | 1   | 0   | 8    | 23   | 55  | 122 | Σ | 520  |
|                       |      |      |     |     |      |      |     |     |      |      |     |     |   |      |
| Wassertemperatur (°C) | 14,5 | 14,5 | 15  | 17  | 21,5 | 24,5 | 26  | 25  | 23,5 | 19,5 | 17  | 15  | ⌀ | 19,4 |

| 7 |

| 7 |

| 8 |

| 12 |

| 15 |

| 20 |

| 22 |

| 22 |

| 19 |

| 15 |

| 11 |

| 9 |

| 7 |

| 7 |

| 8 |

| 12 |

| 15 |

| 20 |

| 22 |

| 22 |

| 19 |

| 15 |

| 11 |

| 9 |

## Geschichte

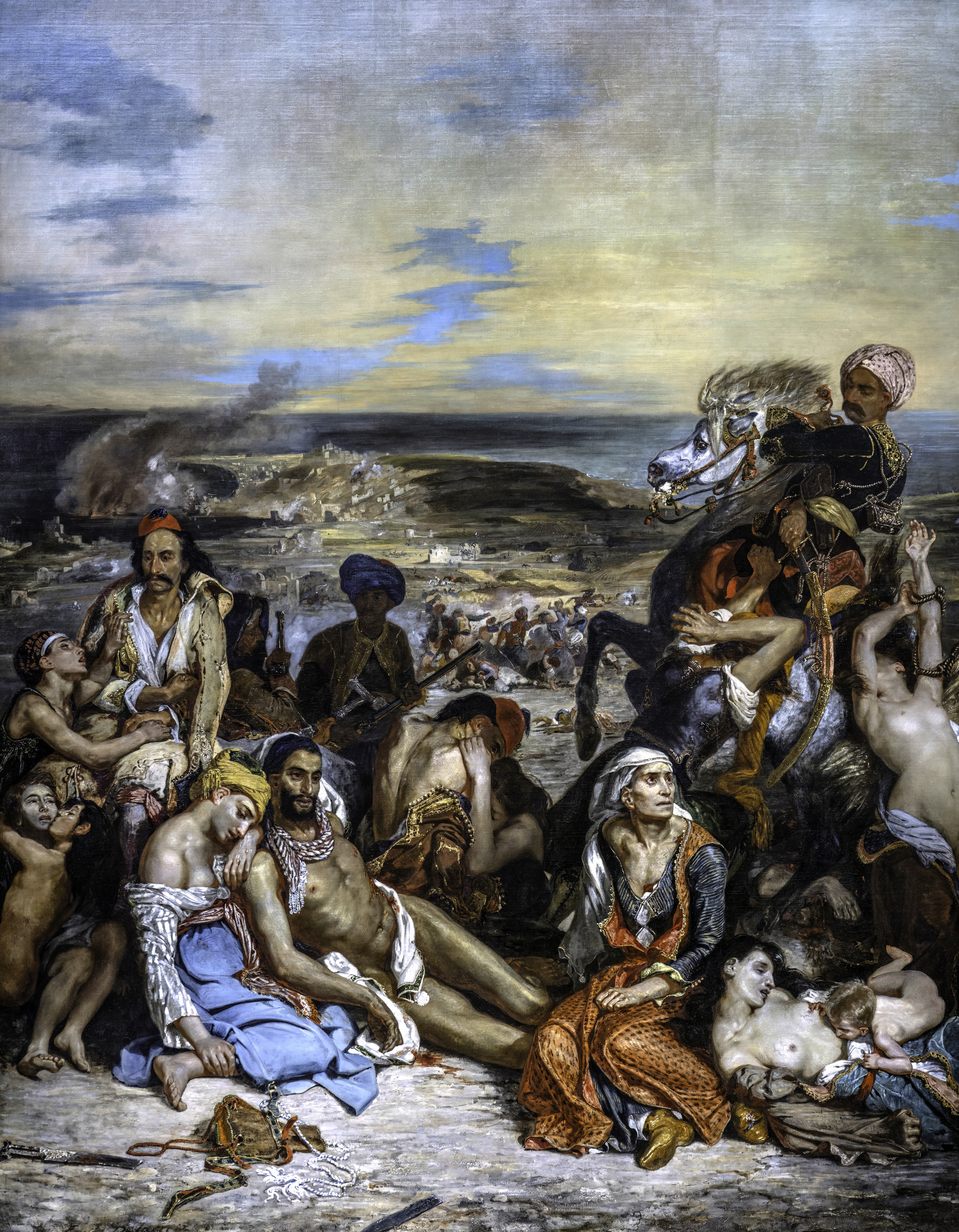
„Scènes des massacres de Scio“ Szenen der Massaker von Chios von
Eugène Delacroix
Öl auf Holz, 419 × 354 cm, Louvre

Die Insel Chios ist seit fünf Jahrtausenden bewohnt. Archäologische Funde in den Höhlen von Agios Gala wurden auf 3000 v. Chr. datiert. Nahe der Stadt Emborio gab es Funde aus der Zeit 2600–2000 v. Chr. Eine frühe Erwähnung der Insel findet sich auf Linear-B-Täfelchen aus dem mykenischen Pylos. Dort ist das weibliche Ethnikon 𐀑𐀯𐀹𐀊 ki-si-wi-ja aufgeführt. Der erste überlieferte König von Chios wurde Amphialos oder Amphiklos genannt. Er wurde von einem Orakel nach Chios geschickt. Später besiedelten Ionier aus Kleinasien die Insel. Um 700 v. Chr. wurde Chios eine Seemacht und ein Zentrum der Kultur und des Handels. Dies war eine Blütezeit für die Insel, deren Bewohner zu den reichsten im ägäischen Meer gehörten. Der Wohlstand der Insel basierte auch auf dem Sklavenhandel, der seit der Antike bis in die Neuzeit dort betrieben wurde. Laut Theopompos waren es die Griechen auf Chios, die den ersten Sklavenmarkt eröffneten.
Um 512 v. Chr. wurde Chios durch die Ausdehnung des persischen Reiches erobert. Nachdem die Perser in den Schlachten von Salamis und Platäa besiegt worden waren, vertrieb man auch den persischen Statthalter von Chios. Die Insel erlebte in der Zeit des Attischen Seebundes eine zweite Blüte. Diese Periode endete mit dem Peloponnesischen Krieg, wo es sich von Athen löste und Sparta anschloss. Eine Zeit der Instabilität folgte. Chios ging noch verschiedene Bünde mit den Athenern, Alexander dem Großen und den Römern ein. In dieser Periode verschob sich das Machtzentrum vom ägäischen Meer zum Festland. Die frühen Jahre des ersten Jahrtausends waren durch viele Erdbeben gezeichnet. Chios war von 1304 bis 1329 und von 1346 bis 1566 eine genueser Kolonie, danach wurde sie von den Osmanen erobert und gehörte von 1566 bis 1912 zum osmanischen Reich. 1694 besetzten die Venezianer unter Adam Heinrich von Steinau und Antonio Zeno die Insel, wurden aber bereits im Frühjahr 1695 wieder vertrieben.

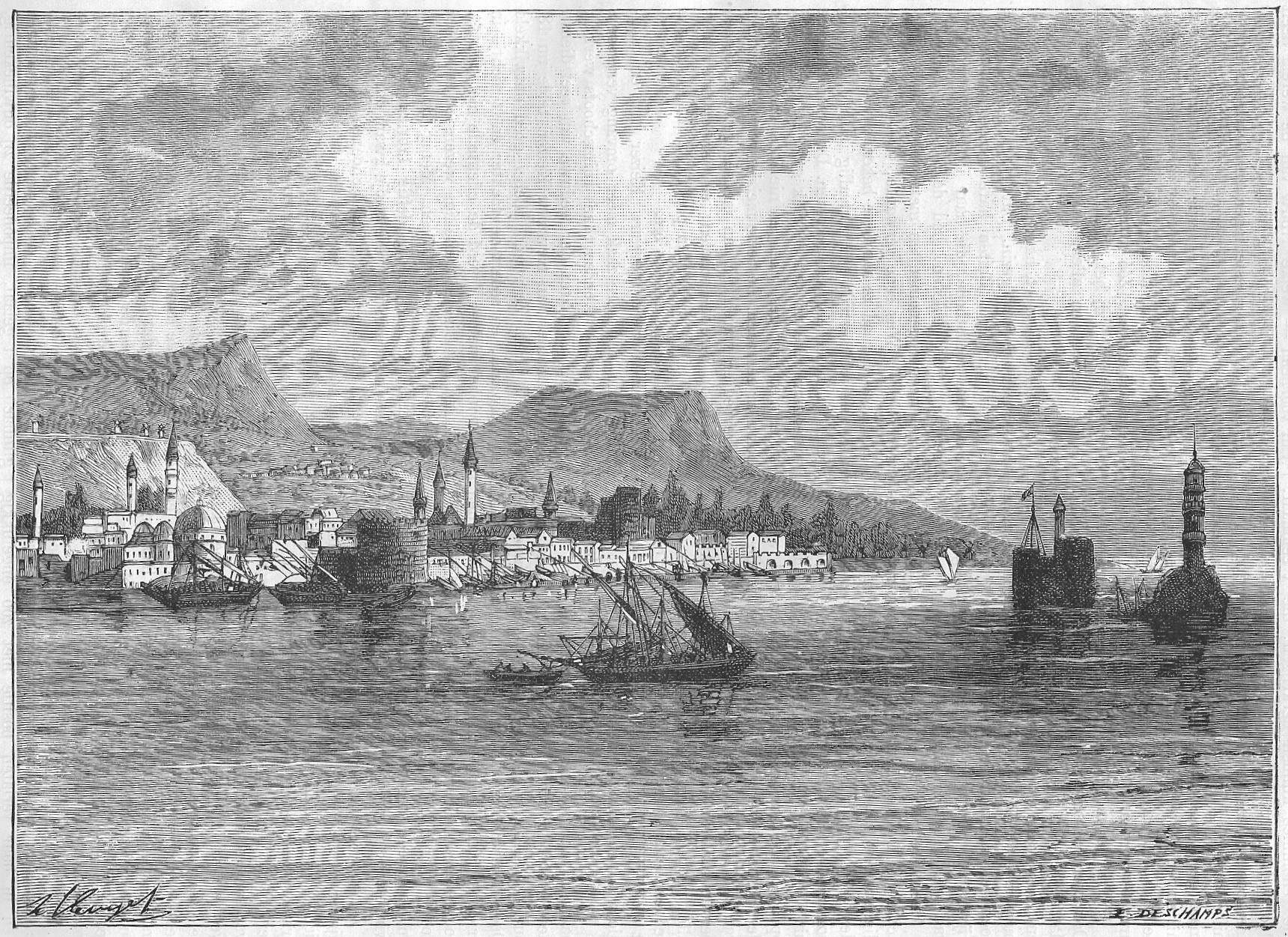
Ansicht der Insel Chios, Holzstich (1880)

Chios war in der frühen Neuzeit eine wohlhabende und bevölkerungsreiche Insel, die vor allem von Mastix-Anbau lebte. Als persönliches Lehen der Sultanin genoss es besondere Vorrechte. Die Insel gehörte zu dieser Zeit verwaltungstechnisch der Provinz İzmir.
Obwohl sich die Einwohner dem Osmanischen Reich gegenüber loyal zeigten, wurde während des Unabhängigkeitskriegs Griechenlands (1821–1829) am 11. April 1822 der größte Teil der Einwohner (etwa 40.000) von Osmanen ermordet. Auf Befehl des Sultans wurden nur die Mastixbauern vorerst verschont. Als der griechische Freiheitskämpfer Konstantinos Kanaris wenig später das türkische Admiralsschiff in Brand steckte, wurden auch die Mastix-Bauern getötet. Diese „Türkengräuel“ empörten damals ganz Europa. Berühmt wurde das Gemälde Das Massaker von Chios von Eugène Delacroix. Ein Erdbeben am 3. April 1881 zerstörte vieles von dem, was übrig geblieben war, insbesondere die Inselhauptstadt. Im November 1912 eroberten griechische Marine- und Armee-Einheiten in einer Landeoperation die Insel Chios. Das Osmanische Reich unterzeichnete am 30. Mai 1913 den Londoner Vertrag und erkannte damit den Verbleib der Insel im Königreich Griechenland an.
Während der Flüchtlingskrise in Europa ab 2015 wurde auf Chios ein Auffanglager errichtet. Mit Stand April 2017 waren dort mehr als 3000 Personen untergebracht, die zuvor aus der Türkei übergesetzt hatten.

## Verwaltungsgliederung
Mit der Umsetzung der Gemeindereform nach dem Kapodistrias-Programm im Jahr 1997 war die Insel Chios in acht Gemeinden mit insgesamt 58 Gemeindebezirken untergliedert. Zum 1. Januar 2011 führte das Kallikratis-Programm die ehemaligen Gemeinden der Insel zur neu geschaffenen Gemeinde Chios (Dimos Chiou Δήμος Χίου) zusammen, Verwaltungssitz ist die Stadt Chios. Die bisherigen Gemeinden bilden Gemeindebezirke.
| Name           | griechischer Name              | Code   | Fläche (km²) | Einwohner 2001 | Einwohner 2011 | Stadtbezirke / Ortsgemeinschaften (Δημοτική / Τοπική Κοινότητα)                                                                                        | Lage |
| -------------- | ------------------------------ | ------ | ------------ | -------------- | -------------- | --- | ---- |
| Chios (Stadt)  | Δημοτική Ενότητα Χίου          | 570101 | 022,618      | 23.779         | 26.850         | Chios |      |
| Agios Minas    | Δημοτική Ενότητα Αγίου Μηνά    | 570102 | 013,410      | 02.686         | 03.271         | Thymiana, Neochori |      |
| Amani (Chios)  | Δημοτική Ενότητα Αμανής        | 570103 | 158,160      | 02.668         | 00983          | Volissos, Agio Galas, Diefcha, Keramos, Kourounia, Leptopoda, Melanios, Nea Potamia, Nenitouria, Parparia, Pirama, Pispilounda, Trype, Fyta, Chalandra |      |
| Ionia          | Δημοτική Ενότητα Ιωνίας        | 570104 | 047,717      | 04.650         | 03.956         | Kallimasia, Vouno, Exo Didyma, Tholopotami, Katarraktis, Kini, Mesa Didyma, Myrmingi, Nenita, Pagida, Flatsia                                          |      |
| Kambochora     | Δημοτική Ενότητα Καμποχώρων    | 570105 | 050,629      | 03.154         | 02.897         | Chalki, Agios Georgios Sykousis, Vavili, Vasileoniko, Ververato, Dafni, Zyfias                                                                         |      |
| Kardamyla      | Δημοτική Ενότητα Καρδαμύλων    | 570106 | 184,068      | 02.920         | 02.234         | Kardamyla, Amades, Viki, Kabia, Pityous, Spartounda |      |
| Mastichochoria | Δημοτική Ενότητα Μαστιχοχωρίων | 570107 | 212,149      | 04.744         | 03.672         | Pyrgi, Armolia, Vessa, Elata, Kalamoti, Lithi, Mesta, Olymbi, Patrika                                                                                  |      |
| Omiroupoli     | Δημοτική Ενότητα Ομηρούπολης   | 570108 | 155,922      | 07.335         | 07.527         | Vrandados, Anavatos, Avgonyma, Karyes, Langada, Sidirounda, Sykiada                                                                                    |      |
| Gesamt         | Gesamt                         | 5701   | 844,673      | 53.408         | 51.390         | |      |

### Liste der Städte und größeren Orte
Über 70 % der Bevölkerung lebt im Osten der Insel. In der Stadt Chios leben 50 % der Inselbewohner.
| Name deutsch | Name griechisch | Einwohner 2011 | Gemeindebezirk | Fläche (km²) |
| ------------ | --------------- | -------------- | -------------- | ------------ |
| Chios        | Χίος            | 26.850         | Chios          | 22,82        |
| Thymiana     | Θυμιανά         | 1.566          | Agios Minas    | 7,67         |
| Kallimasia   | Καλλιμασιά      | 958            | Ionia          | 7,27         |
| Nenita       | Νένητα          | 903            | Ionia          | 9,47         |
| Marmaro      | Μάρμαρο         | 875            | Kardamyla      | 74,79        |
| Pyrgi        | Πυργί           | 755            | Mastichochoria | 59,55        |
| Vrontados    | Βροντάδος       | 5.323          | Omiroupoli     | 40,86        |
| Langada      | Λαγκάδα         | 760            | Omiroupoli     | 11,71        |

## Sehenswürdigkeiten

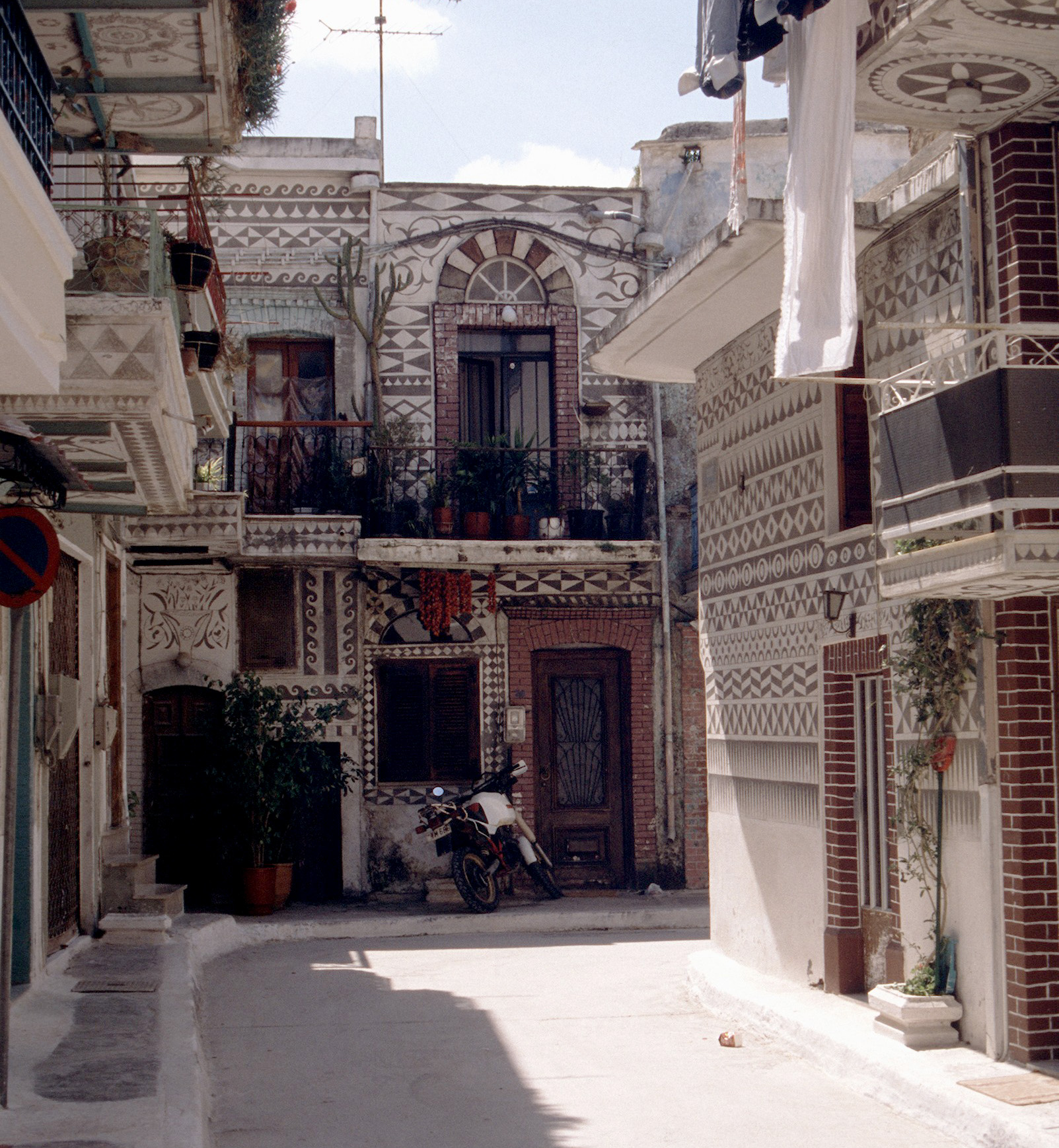
Gasse in Pyrgi

- Das Kloster Nea Moni gehört zu den wichtigsten griechischen Sakralbauten des 11. Jahrhunderts und ist UNESCO-Weltkulturerbe.
- Tropfsteinhöhle Sykias
- Die Insel gehört zu den besten Tauchgebieten Europas. Klares warmes Wasser, kleine Unterwasser-Höhlen, imposante Felslandschaften und Steilwände, durchsetzt mit artenreichen Korallen, laden zum Tauchen ein.[10]
- Die mittelalterlichen „Mastixdörfer“ (Mastichochoria) Mesta, Olymbi, Vessa (u. a.) und Pyrgi, dessen Ortsbild stark durch die in Sgraffito-Technik („Xysta“) gestalteten Häuserfassaden geprägt ist.
- Die Wachtürme von Chios

## Verkehr

### Flugverkehr
Der Chios Island National Airport Omiros (Κρατικός Αερολιμένας Χίου, Όμηρος) liegt etwa 3 km südlich des Stadtzentrums. Linienflüge von Athen werden von der nationalen griechischen Fluglinie Olympic Airways und von Aegean Airlines angeboten. Zusätzlich bietet Olympic Airlines Direktflüge von Lesbos, Samos, Rhodos und Thessaloniki an. Auch die kretische Sky Express fliegt Chios an (von Rhodos, Samos, Lesbos und Limnos). In den Sommermonaten sind Charterflüge aus Österreich, den Niederlanden, Belgien, Slowenien und Norwegen im Angebot.

### Fährverkehr
Der mit Abstand wichtigste Hafen der Insel ist in Chios. Mehrmals pro Woche gibt es Direktverbindungen von Piräus mit Blue Star Ferries. NEL Lines fährt den Hafen Limenas Mesta ab Lavrio (Attika) an. Zu den benachbarten Inseln Psara und Inousses und auch nach Çeşme in der Türkei existieren regelmäßige Verbindungen. Zusätzlich sind Verbindungen von Thessaloniki und Kavala im Norden über Mytilini und Samos bis nach Rhodos im Süden möglich.

### Busverkehr
Das Busterminal der 1952 gegründeten KTEL Chios S.A. ist im selben Gebäude wie das Passagierterminal des Hafens untergebracht. Sieben Buslinien erschließen die Insel, die Busverbindungen sind gut. Insbesondere in den Süden fahren mehrmals täglich Busse. Zusätzlich existiert für die Stadt ein eigenes Liniennetz.

## Wirtschaft

### Schifffahrt
Andros, Chios und Kefalonia sind die bedeutendsten Herkunftsinseln griechischer Reeder-Familien. Viele Einheimische arbeiten daher in der Schifffahrt.

### Landwirtschaft
Neben Olivenöl und Wein ist Chios vor allem durch die Mastix-Produktion speziell im südlichen Bezirk Mastichochoria bekannt. Hier und besonders in der Umgebung der „Mastixdörfer“ Pyrgi, Mestá und Olympia, wachsen jene immergrünen Mastixbäume, die das wertvolle Naturharz absondern. Die Ernte ist von August bis Ende Oktober. Das Harz, das durch Einritzen der Mastixbäume gewonnen wird, wird von den Frauen der Insel noch mit Pinzetten von Fliegen und Rindenteilen gereinigt und unter anderem auch zur Herstellung von Ouzo, Kaugummi und Süßigkeiten verwendet.

## Persönlichkeiten
Auf Chios sind geboren:

### Antike
- Homer soll in dem Dorf Pityous geboren sein. Allerdings beanspruchen noch zahlreiche weitere Orte in Griechenland diese Ehre.
- Glaukos von Chios (fl. ≈700 v. Chr.), Erfinder der Lötkunst
- Oinopides (≈ 490–420 v. Chr.), Mathematiker, Geometer und Astronom
- Ion von Chios (490–423/21 v. Chr.), griechischer Dichter und Dramatiker
- Hippokrates von Chios (Mitte oder in der zweiten Hälfte d. 5. Jh. v. Chr.), griechischer Astronom und Mathematiker
- Likymnios von Chios (5. Jh. – 4. Jh. v. Chr.), griechischer Sophist
- Metrodoros von Chios (5. Jh. – 4. Jh. v. Chr.), griechischer Philosoph
- Theopompos (378/77–323/300 v. Chr.), griechischer Geschichtsschreiber
- Erasistratos von Chios (≈ 305–250 v. Chr.), Pionier der menschlichen Anatomie, Leibarzt unter Seleukos I. Nikator von Syrien und Gründer der antiken Medizinschule von Alexandria; entdeckte die Verbindung der Organe durch Venen-, Arterien- und Nervensysteme
- Ariston von Chios (fl. ≈250 v. Chr.), griechischer Philosoph
- Claudia Metrodora (≈ 54–68 n. Chr.), griechisch-römische öffentliche Wohltäterin

### Mittelalter
- Pietro Recanelli Giustiniani († nach 1363), Teilhaber der Maona (Steuerpächtergemeinschaft) von Chios, Stammvater des genueser Zweigs der Giustiniani-Familie
- Markella von Chios (14. Jahrhundert n. Chr.), Heilige der orthodoxen Kirche
- Giovanni Giustiniani (1418–1453), starb während der Eroberung von Konstantinopel (1453) und wurde auf Chios begraben
- Matrona von Chios (* 15. Jahrhundert, † vor 1455), Heilige der orthodoxen Kirche
- Andreas Argenti (Heiliger) († 1465 n. Chr.), Neumärtyrer der Orthodoxen Kirche
- Andrea Bianco (15. Jahrhundert), genuesischer Kartograph auf Chios
- Francisco Albo (16. Jahrhundert), Pilot der Magellan-Expedition, der ersten Erdumsegelung
- Agostini Salvago OP († 1567), Erzbischof von Genua
- Vincenzo Giustiniani (1516–1582), Kardinal
- Jacob Palaeologus (1520–1585), griechisch-italienischer Theologe und Diplomat
- Angelo Giustiniani (1520–1596), römisch-katholischer Geistlicher und Bischof von Genf
- Vincenzo Giustiniani der Jüngere (1564–1637), italienischer Adliger, Bankier und Kunstsammler
- Pietro de Marchis (1575–1648), römisch-katholischer Bischof
- Orazio Giustiniani (1580–1649), Kardinal der römisch-katholischen Kirche
- Leone Allacci (latinisiert Leo Allatius) (ca. 1586–1669), griechisch-katholischer Gelehrter und Theologe

### Moderne
- Mavrokordatos (17. Jahrhundert), chiotische Adelsfamilie
- Gebrüder Ralli (18. und 19. Jahrhundert), Handelshaus
- Eustratios Argenti (um 1687–um 1757), griechischer Arzt und Theologe
- Nikephoros von Chios (ca. 1750–1821), Abt des Klosters Nea Moni und theologischer Schriftsteller
- Stephenos Ralli (1755–1827), griechischer Unternehmer
- Dorotheos Proios (1765–1821), Theologe, Schriftsteller, Lehrer und Metropolit
- Eustratios Argenti (Nationalheld) (1767–1798), Mitkämpfer von Rigas Velestinlis
- Neofytos Vamvas (1776–1855), Gelehrter der Aufklärung
- İbrahim Edhem Pascha (1818–1893), Großwesir des Osmanischen Reiches
- Anton Philipp Pauli (1855–1935), deutscher Kinderarzt (Lübeck) und Standespolitiker
- Konstantinos Amantos (1874–1960), Historiker, Byzantinist, Professor an der Universität von Athen, Mitglied der Athener Akademie
- Georgios Ioannou Zolotas (1845–1906), Lokalhistoriker der Insel und Direktor des Gymnasiums in Chios
- Philip Pandely Argenti (1891–1974), stammte aus altem chiotischen Adel, größter Historiker der Insel, verfasste über ein Dutzend geschichtliche Darstellungen der Insel
- Ioannis Despotopoulos auch Jan Despo (1903–1992), Architektur und Städtebauer
- Kostas Perrikos (1905–1943), Luftwaffenoffizier und Widerstandskämpfer im Zweiten Weltkrieg
- Constantine A. Trypanis (1909–1993), Philologe und Dichter sowie Minister für Kultur und Wissenschaft
- Nikolaos Syllas (1914–1986), griechischer Diskuswerfer und mehrfacher Teilnehmer bei Olympischen Spielen
- Ioannis Pesmazoglou (1918–2003), griechischer Wirtschaftsprofessor, Finanzminister, Abgeordneter
- Andreas Papandreou (1919–1996), griechischer Premierminister
- Mikis Theodorakis (1925–2021), griechischer Komponist und Politiker
- Petros Molyviatis (1928–2025), griechischer Politiker und Außenminister
- Panteleimon Bezenitis (1938–2014), Metropolit von Athen
- Takis Fotopoulos (* 1940), Philosoph, Ökonom und Politologe
- Dimos Avdeliodis (* 1952), griechischer Schauspieler, Film- und Theaterregisseur
- John Sitaras (* 1972), Fitnesstrainer, Urheber der Sitaras-Methode
- Ioannis Fountoulis (* 1988), Wasserballspieler

Auf Chios sind gestorben:
- Isidoros von Chios (* in Alexandria; um 251) Märtyrer und Heiliger
- Myrope von Chios (* in Ephesos, starb während der Herrschaft des Kaisers Decius (249–251)), Märtyrerin und Heilige
- Jacques Cœur (1395–1456), französischer Kaufmann und Finanzier Königs Karl VII. von Frankreich
- Giovanni Giustiniani Longo (1418–1453), genuesischer Kapitän, führte 1453 auf eigene Initiative und Kosten 700 chiotische Soldaten zur Verteidigung nach Konstantinopel
- Athanasios Parios (1722–1813), griechischer Priestermönch, 1788–1811 Leiter der Schule von Chios
- Makarios von Korinth (1731–1805), Heiliger der orthodoxen Kirche
- Namık Kemal (1840–1888), türkischer Schriftsteller und Gouverneur der Insel

In Chios im Exil war:
- Mehmed Memduh (1839–1925), osmanischer Chronist und Politiker

Sonstige Persönlichkeiten:
- Andrea Bianco (15. Jahrhundert), genuesischer Kartograph, Einwohner von Chios
- Adamantios Korais (1748–1833), griechischer Gelehrter und Schriftsteller; sein Vater stammte aus Chios und A. Korais fühlte sich der Insel eng verbunden; nach ihm benannt die Korais-Bibliothek (Δημόσια Κεντρική Ιστορική Βιβλιοθήκη Χίου Κοραή) in Chios-Stadt

## Sonstige
- Chios spielte eine wichtige Rolle im PC-Spiel No One Lives Forever 2.

## Bräuche
- Raketenkrieg von Chios

## Filme
- Elke Werry: Wie Schwestern – Matrilinearität auf der griechischen Insel Chios. (30 Min.) ZDF, Deutschland 1985.
- Das Dorf Tholopotami auf Chios ist Schauplatz des Films Das Frühlingstreffen der Feldhüter (I earini synaxis ton agrofylakon) von Dimos Avdeliodis.
- Caroline Wenzel: Evgenia gibt nicht auf – leere Netze in der Ägäis (32 Minuten), ARTE, 2018[14]
- Caroline Wenzel: Freiwillig gegen die Feuer (30 Minuten), ARTE, 2022
- Caroline Wenzel: Mit Raketen und Schwarzpulver durch die Osternacht (30 Minuten), ARTE, 2025